# Henry Hallett Dale
(Joshua Harold Burn)
Sir Henry Hallet Dale (Islington, 9 giugno 1875 – Cambridge, 23 luglio 1968) è stato un neurologo britannico, premio Nobel per la medicina nel 1936 per i suoi studi sulle trasmissioni degli impulsi nervosi attraverso i neurotrasmettitori.
Ha condiviso il premio con Otto Loewi.

## Biografia

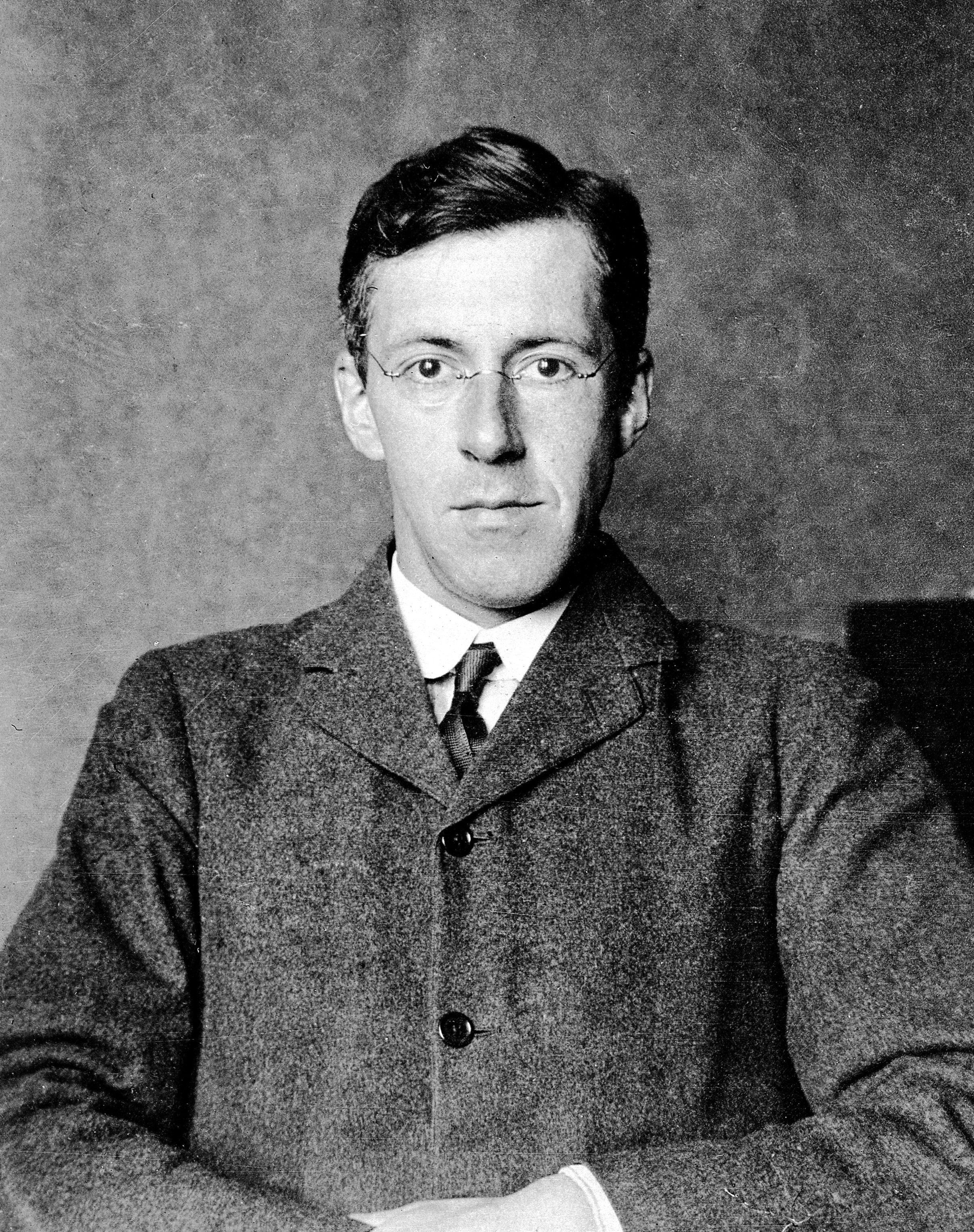
Henry Hallett Dale nel 1904.

Henry Hallett Dale nasce a Islington, un quartiere di Londra, il 9 giugno 1875 da Charles James Dale, un produttore di ceramiche dello Staffordshire, e Frances Anne Hallett, figlia di un produttore di mobili. È il terzo di sette figli, uno dei quali, Benjamin Dale, il minore, diverrà poi un compositore e docente della Royal Academy of Music.

### Gli anni a Cambridge e Londra
Da giovane Dale studia al Tollington Park College. Alla Conferenza metodista wesleyana del 1891, il padre di Dale, che ne è un membro, incontra l’eminente studioso biblico William Fiddian Moulton, preside della Leys School di Cambridge (una nuova istituzione metodista), che venuto a conoscenza del talento e dei successi del giovane Dale, lo sottopone ad una serie di prove valutative che il giovane studente supera in modo eccellente consentendogli di vincere una borsa di studio per frequentare la sua scuola.
Nel 1898 si laurea in Scienze naturali, specializzandosi in Fisiologia e Zoologia, presso il Trinity College di Cambridge. Rimane a Cambridge per altri due anni prima di frequentare il St. Bartholomew’s Hospital, a Londra, per la parte clinica del corso di Medicina, e contemporaneamente lavora nel laboratorio di Fisiologia con John Newport Langley. Qui si forma sotto l’influenza stimolante di Walter Holbrook Gaskell ed Elizabeth Garrett Anderson e nel 1900, all’età di 24 anni, pubblica il suo primo articolo scientifico sul Journal of Physiology.
Nel 1903 si laurea in Chimica a Cambridge e nel 1904 sposa Ellen Harriet Hallett, sua prima cugina, e la loro primogenita, Alison Sarah, sposerà Alexander Robertus Todd, insignito del Premio Nobel per la chimica nel 1957.
Dal 1904 al 1914 lavora come farmacologo nei Wellcome Research Laboratories, dove nel 1909 scopre l’azione ossitòcica dell’estratto pituitario. Le sue ricerche si basano su un’accurata analisi farmacologica degli alcaloidi dell’ergot e uno studio degli effetti, verificatisi accidentalmente, della tiramina e dell’istamina. Il suo lavoro sull’azione dell’istamina porterà successivamente agli studi sull’anafilassi e sulle condizioni di shock.
Nel frattempo prosegue il corso di studi in Medicina, che conclude con il conseguimento della laurea nel 1909 e la vincita della borsa di studio George Henry Lewes in Fisiologia, che gli consentirà di avviare una ricerca coordinata dal professor Ernest Henry Starling all’University College of London. È qui che incontra Otto Loewi, il quale dimostra che l’acetilcolina ha funzione di messaggero tra nervi e organi.
In questi anni è già noto che la trasmissione dei segnali del sistema nervoso avviene tramite impulsi elettrici, ma non è ancora chiaro se in tale processo siano coinvolte anche sostanze chimiche. Nel 1914 Dale scopre che l’acetilcolina è in grado di stimolare certe parti del sistema nervoso, ad esempio del sistema parasimpatico, e che ha effetto inibitorio sull’attività cardiaca e su altre funzioni organiche.
Successivamente Dale, insieme ad altri ricercatori, perfezionerà ulteriormente la comprensione del ruolo dell’acetilcolina quale mediatore chimico del sistema nervoso; questi studi permetteranno a Dale e Loewi di vincere il Premio Nobel per la Fisiologia o la Medicina nel 1936.
Nel corso del 1914 si trasferisce nei laboratori del Medical Research Council, situato nel quartiere di Hampstead a Nord di Londra, prima come membro dello staff scientifico e, a partire dal 1928, come direttore dello stesso Istituto che nel frattempo è diventato il National Institute for Medical Research (NIMR). Ricopre questo ruolo fino al 1942, quando diviene Professore di Chimica e direttore del Davy-Faraday Laboratory alla Royal Institution, a Londra.

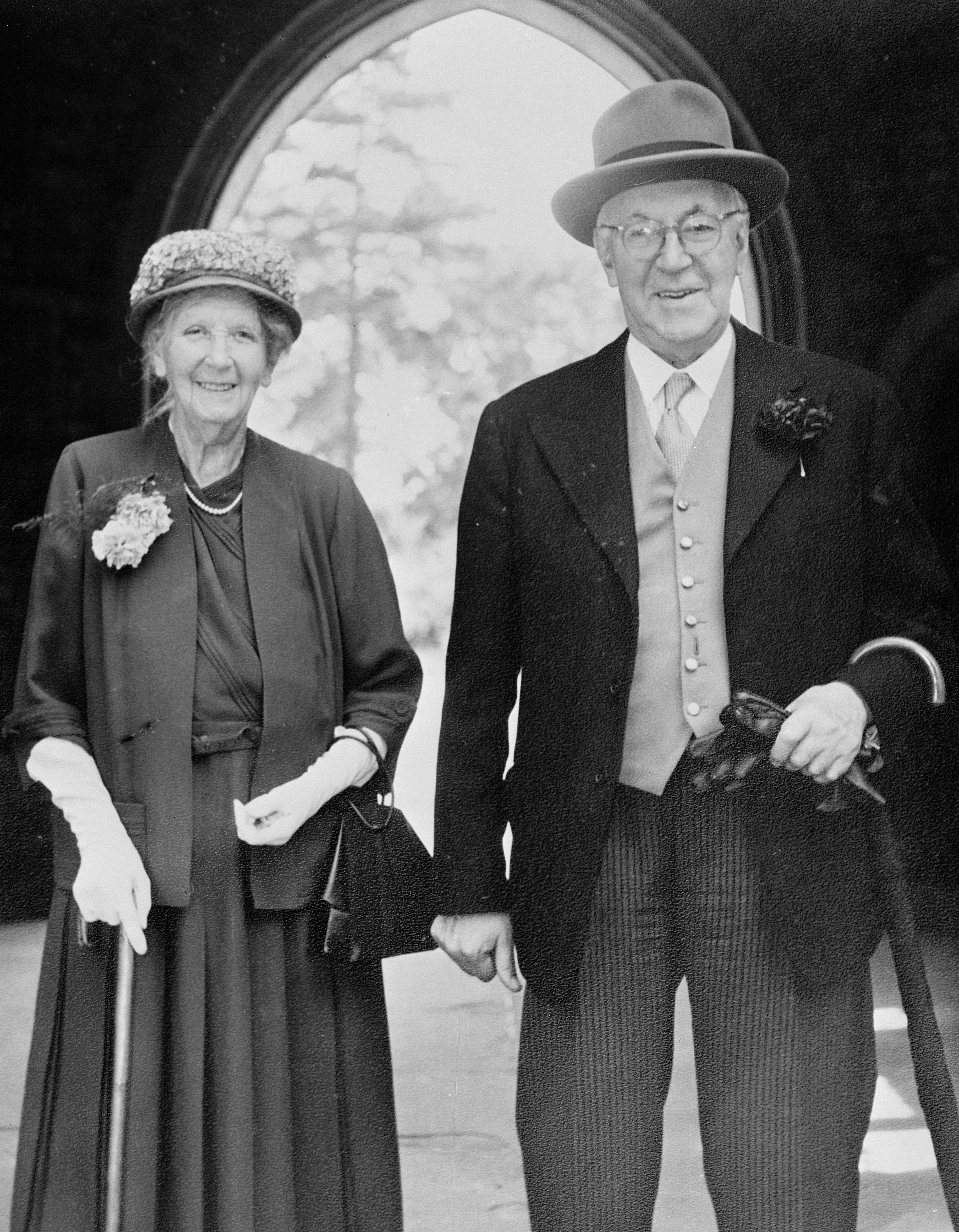
Ellen Harriet Hallett e Sir Henry Hallett Dale.

### Attività extra-accademiche
Nel 1914 viene eletto membro della Royal Society e ne svolge il ruolo di Segretario dal 1925 al 1935. Durante la seconda guerra mondiale si impegna in diversi Comitati Consultivi del Governo di Sua maestà, viene nominato Cavaliere nel 1932 e designato all’Ordine di merito nel 1944. Dal 1945 al 1949 ricopre il ruolo di Presidente del Comitato postbellico sull'applicazione della fisica nucleare in medicina e niologia. In una recensione scritta nel 1951 per un libro sulla seconda bomba atomica lanciata su Nagasaki, scrive:
Dal 1946 si dedica all’amministrazione del Wellcome Trust, un’organizzazione non governativa che si occupa di trovare fondi per la ricerca medica e borse di studio in Medicina.

## Dagli studi sull'ergot al Premio Nobel

### Gli alcaloidi dell'ergot

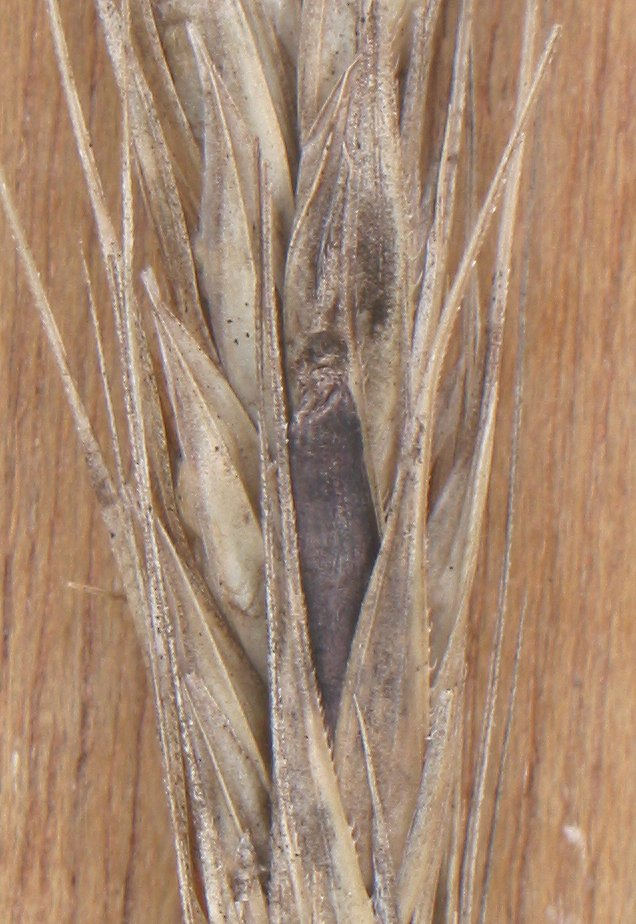
Claviceps purpurea (Ergot) su spiga di segale.

Da secoli, un liquido estratto dal fungo ergot veniva usato in ostetricia per stimolare le contrazioni dell’utero gravidico. Diversi alcaloidi erano già stati isolati da questo estratto e uno fra questi era stato dichiarato esserne il principio attivo: l’ergotina. Nessun alcaloide dell’ergot era potente però quanto l’estratto liquido (il fitocomplesso) e quando Dale giunge all’appuntamento ai Wellcome Laboratories gli viene chiesto da Sir Henry Wellcome di risolvere il problema e di determinare la quantità di adrenalina presente in un campione di ghiandole surrenali essiccate. La parte midollare del surrene, infatti, secerne grandi quantità di adrenalina in seguito ad attivazione.
Dale inietta il campione di adrenalina in un gatto già trattato con alcaloidi dell’ergot per esperimenti di controllo, e con sua grande sorpresa nota un abbassamento della pressione arteriosa anziché un aumento di questa, ma, per inesperienza, imputa alla qualità del campione il fallimento dell'esperimento. La settimana successiva, ripetendo nel dettaglio gli esperimenti, ottiene i medesimi risultati. Scopre così che gli alcaloidi dell’ergot sono agenti bloccanti α-adrenergici, inibiscono quindi competitivamente i recettori dell’adrenalina per la somiglianza strutturale, causando pertanto un abbassamento della pressione; vengono, per tale motivo, usati come farmaci antipertensivi.
Nel 1935 il vero principio attivo dell’ergot, l’ergometrina o ergonovina, viene isolato da un collaboratore di Dale, Harold Ward Dudley. Tale principio attivo è ancora oggi usato per regolare le contrazioni post partum.

### L’istamina e i suoi effetti
Nel 1910 George Barger e Dale, lavorando su un estratto dell’ergot, scoprono che una sostanza contenuta in esso, successivamente chiamata istamina, ha un diretto effetto stimolante sul muscolo liscio, specialmente dell’utero e dei bronchioli. Essi mostrano anche che tale sostanza causa una generale caduta della pressione sanguigna e che un’iniezione di questa provoca molti dei sintomi di uno shock anafilattico. Nel 1911, dopo aver isolato l'istamina dalla parete intestinale, sono i primi a dimostrarne la presenza nei tessuti animali. Non verranno fatti ulteriori studi su di essa fino allo scoppio della prima guerra mondiale, quando il problema dello shock traumatico diviene di grande importanza.
Tra il 1918 e il 1919 Dale, insieme ad Alfred Newton Richards e a Sir Patrick Playfair Laidlaw, prova che piccole dosi di istamina causano la costrizione delle arterie e una generale dilatazione dei capillari, mentre dosi massicce causano una generale dilatazione delle vene e dei capillari, l’essudato del plasma dai piccoli vasi, la diminuzione di temperatura del corpo e l'insufficienza respiratoria (o depressione). Questi aspetti, pressoché identici a quelli riscontrati nello shock anafilattico, porteranno Dale, in uno studio successivo, a osservare che la dose di istamina necessaria a produrre tale condizione è molto minore a seguito di un’emorragia. Nel 1919 è chiaro che l'istamina viene prodotta in seguito a danneggiamento dei tessuti; invece non è ancora evidente che sia secreta dalle cellule somatiche, scoperta cui pervengono nel 1927 Dale e i suoi collaboratori, dimostrando che è normalmente presente in notevoli quantità nei polmoni e nel fegato. Queste scoperte saranno di grande importanza pratica nella chirurgia.

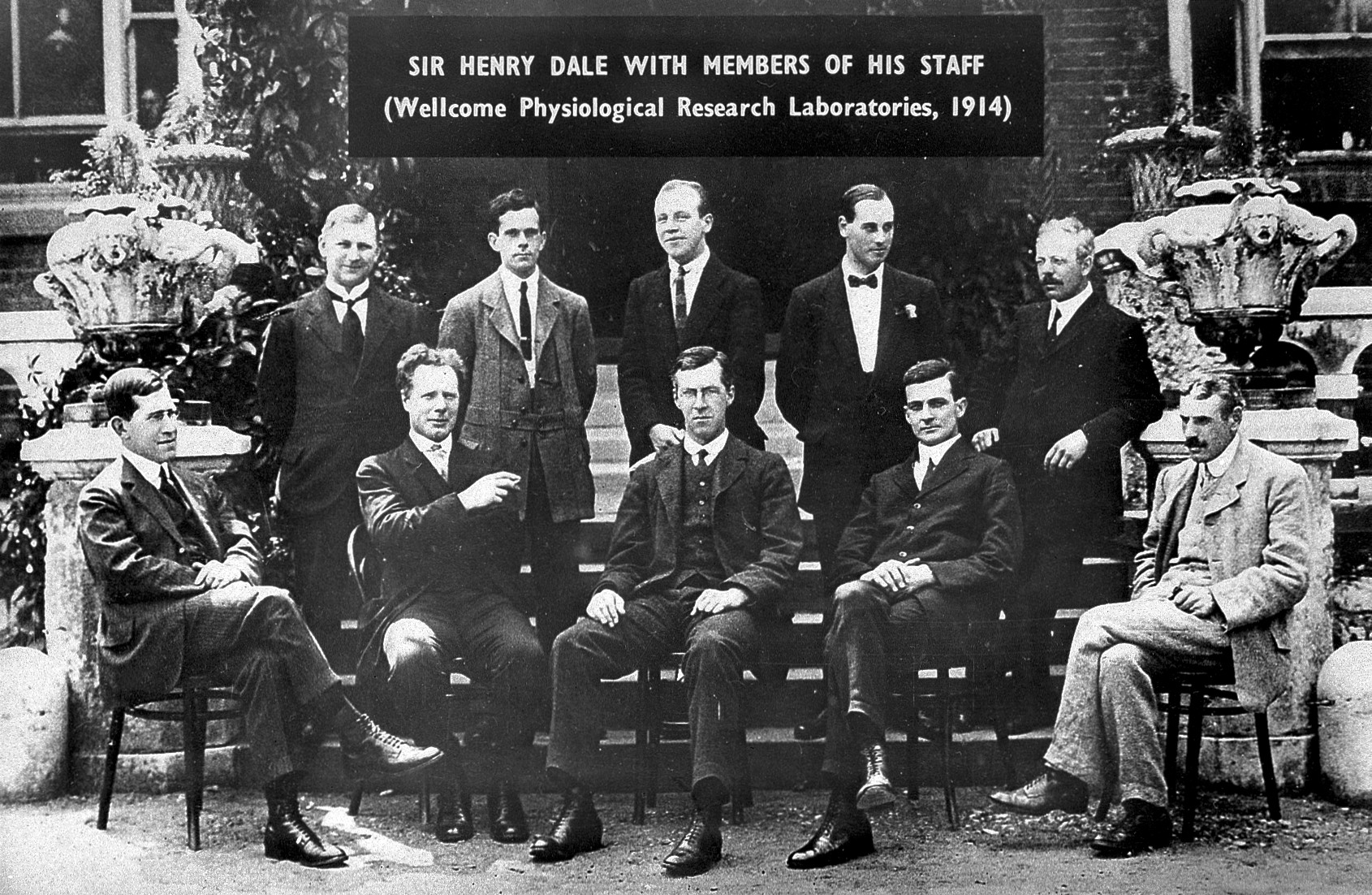
Sir Henry Hallett Dale con i membri del suo staff al Wellcome Physiological Research Laboratories nel 1914.

Un altro filone di studi, nel 1913, porta Dale a trattare una cavia con del siero immune equino (siero eterologo o antisiero) contro la tossina difterica e a rilevare una certa ipersensibilità dell’utero isolato. I sieri immuni venivano generalmente prodotti per mezzo dell’immunizzazione di animali sani con appropriati antigeni e iniettati in un individuo non vaccinato per immunizzarlo passivamente. Più tardi Dale scopre che quella stessa cavia era stata precedentemente usata per l’analisi dell’antitossina difterica e, seguendo questa osservazione, riesce a provocare nel muscolo liscio (uterino) della cavia tutti gli effetti dell’anafilassi. L’anafilassi, infatti, è causata da ipersensibilità di tipo I (o reaginico), frequente effetto indesiderato dei sieri immuni.
Nel 1922 Dale e Charles Halliley Kellaway mostrano che il fenomeno dell’anafilassi è scatenato dal legame dell’anticorpo sulla cellula, il quale stimola quest’ultima (mastocita) a rilasciare varie sostanze, come l’istamina, che causano infiammazione. L’uso moderno dei farmaci antistaminici deriva essenzialmente dal lavoro di Dale su tale molecola.

### La scoperta della trasmissione chimica degli impulsi nervosi

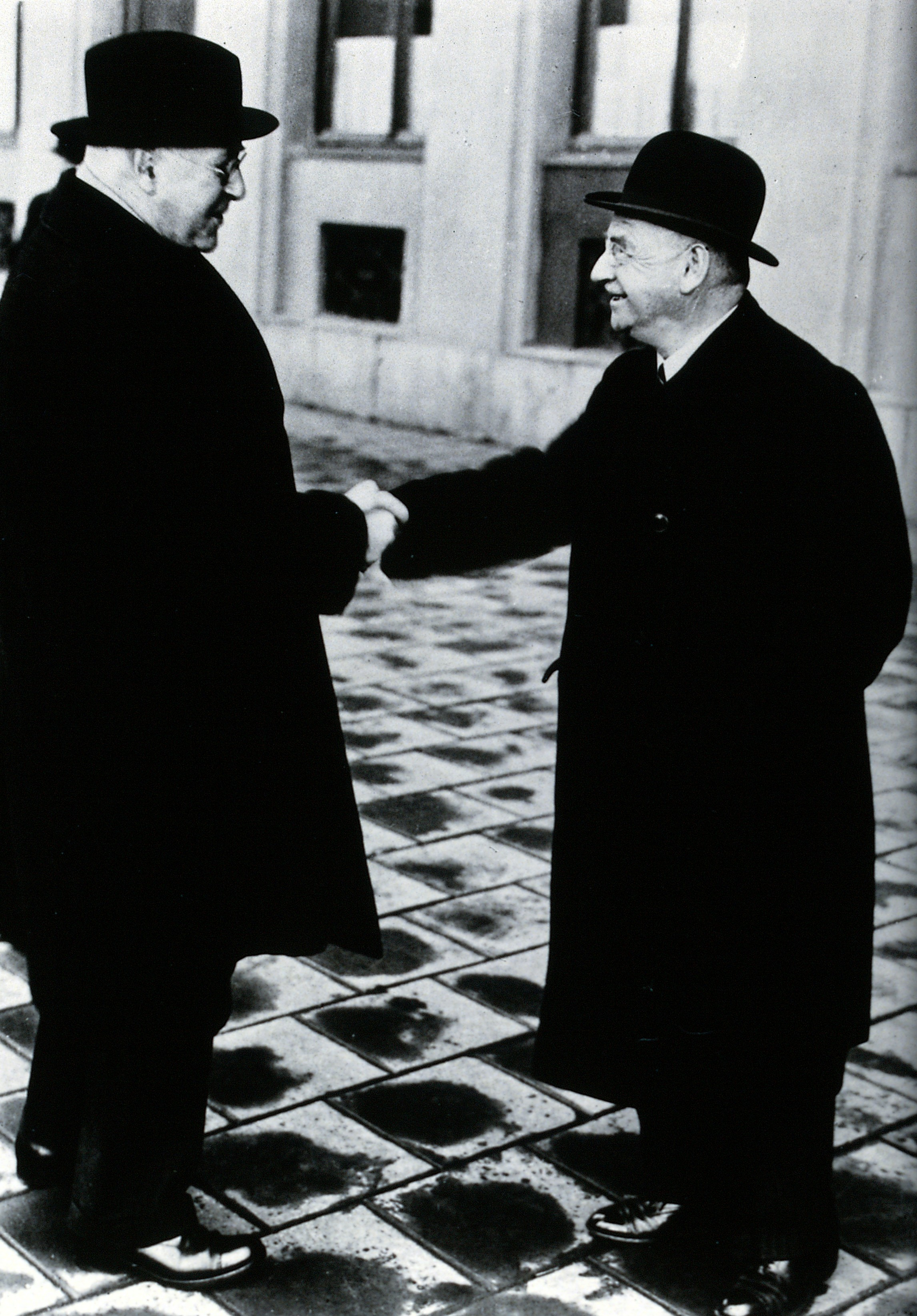
Sir Henry Hallett Dale e Otto Loewi.

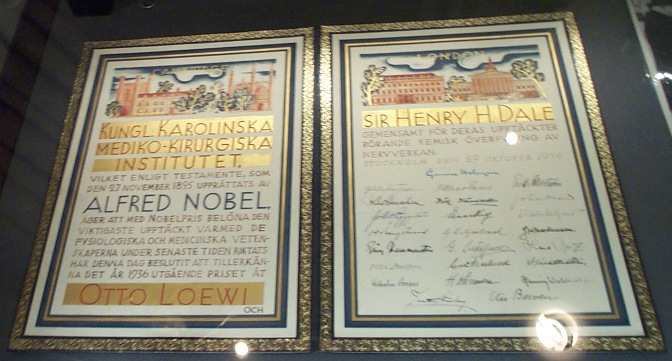
Diploma del premio Nobel.

Fino agli anni Venti del XX secolo rimane sconosciuto il modo in cui un impulso, trasmesso dal nervo al muscolo, causa la contrazione di quest’ultimo. Nel 1904 Thomas Renton Elliott, amico di Dale a Cambridge, afferma, come risultato della sua ricerca, che le fibre nervose simpatiche possono agire su semplici muscoli e ghiandole liberando una sostanza alle loro terminazioni: l’adrenalina.
Nel 1914 Dale nota attività insolite in un estratto di ergot; il principio attivo responsabile di questi effetti, in seguito verificato essere l’acetilcolina, viene isolato da un suo collaboratore, Arthur James Ewins. In seguito Dale dimostra che l'azione dell'acetilcolina sui muscoli e sulle ghiandole normali è molto simile a quella causata dalla stimolazione del sistema nervoso parasimpatico. Queste osservazioni non hanno alcuna conseguenza diretta sul momento, poiché non vi è alcuna prova evidente della presenza di tale molecola nel corpo animale.
Nel 1921 Otto Loewi, dopo una serie di esperimenti, dimostra che il rallentamento del battito cardiaco delle rane, provocato dalla stimolazione del nervo vago, è dovuto alla liberazione di una sostanza chimica. Egli sospetta che quest’ultima possa essere l’acetilcolina, ma con cautela la chiama sostanza vagale, fino a quando due colleghi di Dale, nel 1933, confermano tale ipotesi. Questi esperimenti chiariscono come gli impulsi nervosi sono in grado di agire sul cuore mediante la trasmissione chimica. Durante gli anni trenta Dale e suoi collaboratori dimostrano che l’acetilcolina è presente nelle terminazioni dei nervi parasimpatici degli animali come prodotto rilasciato dalle fibre nervose e che viene rapidamente distrutta da un’esterasi.
Di conseguenza Dale e i suoi colleghi si dedicano a capire quale sia il trasmettitore chimico nel caso di un muscolo volontario. Questo problema, tecnicamente più complesso, viene risolto nel 1936 quando viene provato che anche nella piastra terminale della fibra motoria è presente l’acetilcolina (10×10−15 g) che ne produce la contrazione. La trasmissione chimica dell'impulso nervoso, e la sua modalità d’azione, sia nel sistema nervoso parasimpatico che in quello somatico (volontario), è stata così definitivamente dimostrata.

## Riconoscimenti

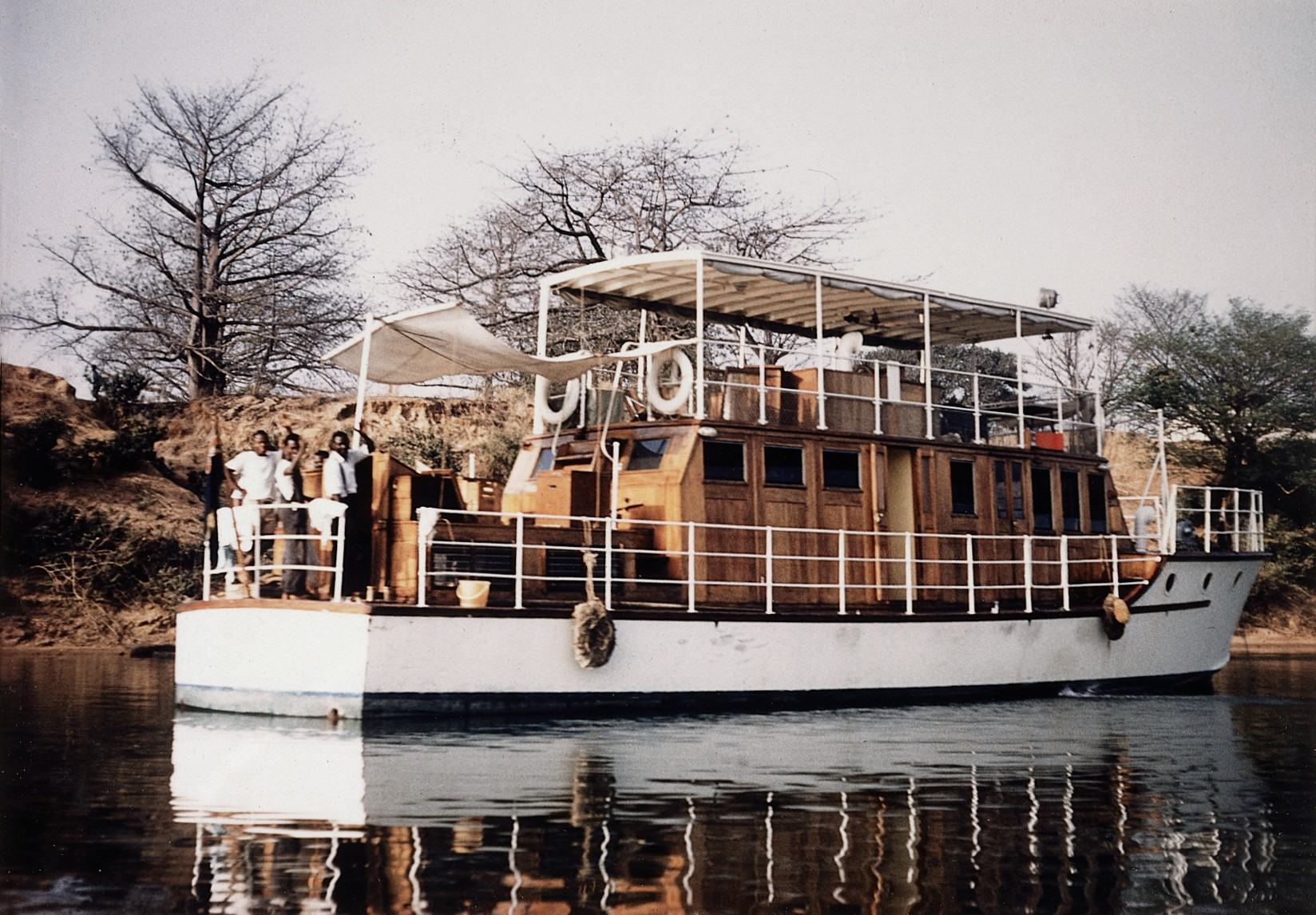
The Lady Dale.

Numerosi sono i segni di riconoscimento nei confronti di Sir Henry Hallett Dale. Nel 1956 il Wellcome Trust battezza con il suo nome una nave da ricerca donata all’Unità del Consiglio di Ricerca Medica a Fajara, che ora naviga nel fiume Gambia: la Lady Dale. Nel 1959 la Società di Endocrinologia realizza una medaglia in suo onore, la Dale medal. Nel 1961, la Royal Society istituisce la Henry Dale Research Professorship.

## Opere
- (EN) George Barger, Henry Hallett Dale, Ergotoxine and some other Constituens of Ergot, vol. 2, Biochemical Journal, 1907,  pp. 240-299, PMID 16742070. URL consultato il 5 febbraio 2018.
- (EN) Henry Hallett Dale, Galvanotaxis and chemotaxis of ciliate infusoria (PDF), vol. 26, The Journal of Physiology, 1901,  pp. 291-361, PMID 16992550. URL consultato il 5 febbraio 2018.
- (EN) Henry Hallett Dale, On some physiological actions of ergot (PDF), vol. 34, The Journal of Physiology, 1906,  pp. 163-206, PMID 16992821. URL consultato il 5 febbraio 2018.
- (EN) Henry Hallett Dale, George Barger, Chemical structure and sympathomimetic action of amines (PDF), vol. 41, The Journal of Physiology, 1910,  pp. 19-59, PMID 16993040. URL consultato il 5 febbraio 2018.
- (EN) Henry Hallett Dale, A. N. Richards, The vasodilator action of histamine and of some other substances (PDF), vol. 52, The Journal of Physiology, 1918,  pp. 110-165, PMID 16993411. URL consultato il 5 febbraio 2018.
- (EN) Henry Hallett Dale, P. P. Laidlaw, Histamine shock (PDF), vol. 52, The Journal of Physiology, 1919,  pp. 355-390, PMID 16993403. URL consultato il 5 febbraio 2018.
- (EN) Henry Hallett Dale, Joshua Harold Burn, The vaso-dilator action of histamine, and its physiological significance (PDF), vol. 61, The Journal of Physiology, 1926,  pp. 185-214, PMID 16993782. URL consultato il 5 febbraio 2018.
- (EN) Henry Hallett Dale, G. L. Brown e W. Feldberg, Reactions of the normal mammalian muscle to acetylcholine and to eserine (PDF), vol. 87, The Journal of Physiology, 1936,  pp. 394-424, PMID 16994802. URL consultato il 5 febbraio 2018.
- (EN) Henry Hallett Dale, W. Feldberg e M. Vogt, Release of acetylcholine at voluntary motor nerve endings (PDF), vol. 86, The Journal of Physiology, 1936,  pp. 353-380, PMID 4308409. URL consultato il 5 febbraio 2018.
- Henry Hallett Dale, An Autumn Gleaning: Occasional Lectures and Addresses, Londra, Pergamon Press, 1954.
- Henry Hallett Dale, Adventures in Physiology, Londra, Wellcome Trust Centre for the History of Medicine at UCL, 1965 ISBN 978-0854840212.